# Браунаут (авіація)

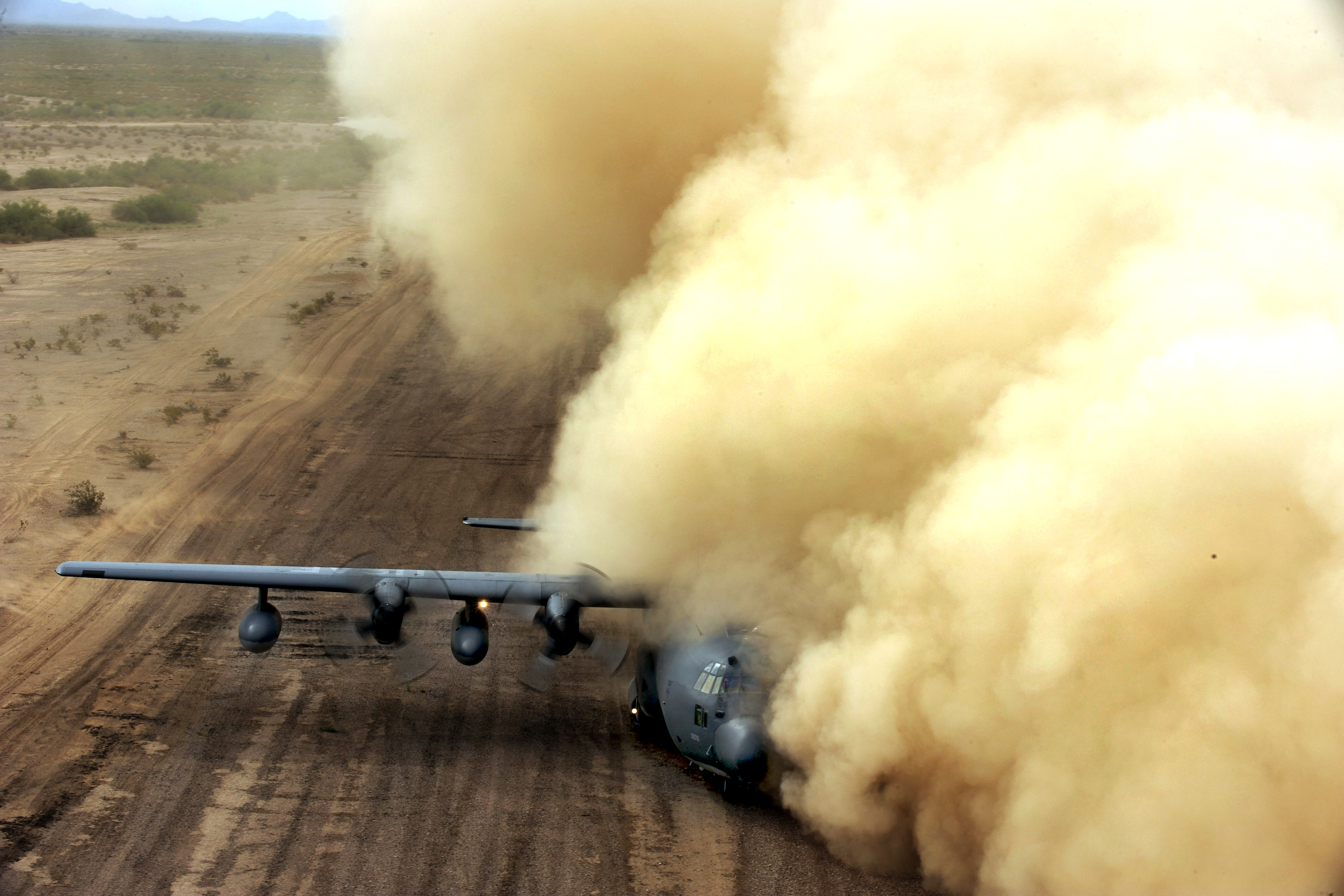
C-130 Hercules підняв густий пил на ґрунтовій ЗПС.

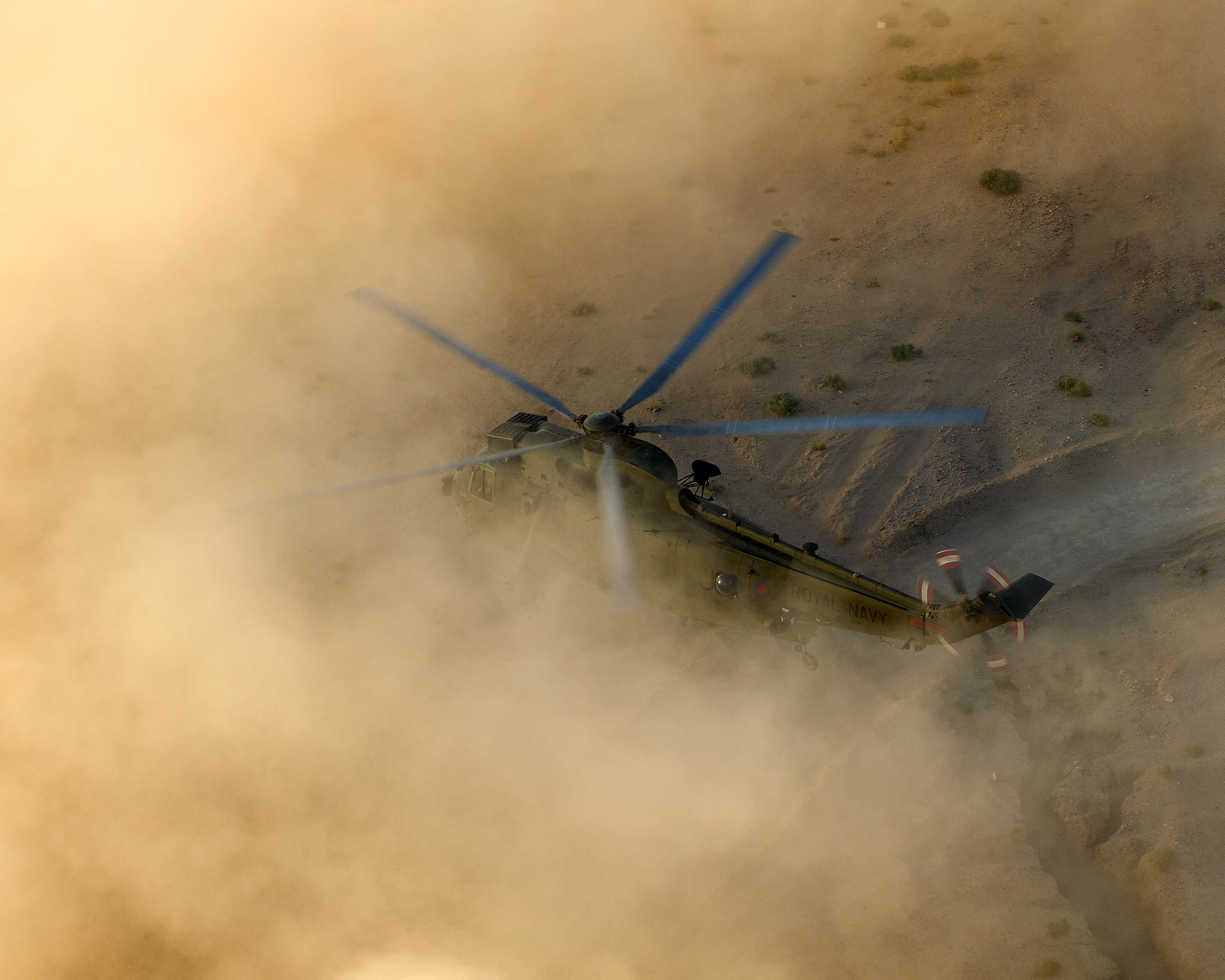
Sea King 845 ескадрильї ВМС США під час навчань в Йорданії, 2013

Нисхідний потік від CH-47 Chinook здіймає хмару пилу.

В авіації браунаут (англ. brownout або brown-out, що можна перекласти приблизно як «побуріння (перед очима)» за аналогією з «blackout», «greyout» або «whiteout») — це обмеження видимості під час польоту через пил або пісок у повітрі. Під час браунаута пілот не може бачити близькі об'єкти, які забезпечують зовнішні візуальні орієнтири, необхідні для керування літальним апаратом поблизу землі. Це може спричинити просторову дезорієнтацію та втрату ситуаційної обізнаності, що може призвести до аварії. Пілоти порівнюють посадку під час браунаута з паралельним паркуванням автомобіля із закритими очима.

## Опис
Браунаути часто призводять до аварій під час посадки та злету на посушливій пустельній місцевості. Особливо вразливі до цього гелікоптери, оскільки нисхідний потік від гвинта під час польоту поблизу землі підіймає густі засліплюючі хмари пилу. Це створює значні ризики зіткнення із наземними перешкодами, а також динамічного перекидання через похилу та нерівну місцевість внизу. Станом на 2005 рік під час військових операцій через браунаути розбилося більше гелікоптерів, ніж усі інші загрози разом узяті.
Існує кілька факторів, які впливають на ймовірність та серйозність браунаута:
- навантаження на повітряний гвинт[en];
- конфігурація повітряного гвинта;
- склад ґрунту;
- вітер;
- швидкість і кут заходу на посадку.

Контрзаходи для запобігання аваріям, пов'язаним з браунаутами, включають:
- підготовка території, що використовується як ЗПС;
- вдосконалення техніки пілотування;
- використання системи синтетичного бачення[6];
- вдосконалення індикатора горизонтальної обстановки[7];
- покращення аеродинамічних якостей (наприклад, використання «крилатого ротора» як на AgustaWestland AW101[8]);
- невізуальні системи передачі даних про місцезнаходження за допомогою тактильних систем ситуаційної обізнаності (Tactile Situational Awareness Systems, TSAS), що надають інформацію пілоту через відчуття дотику за допомогою такторів.

## Сенсорні ілюзії
Рух навколо гелікоптера хмар піску чи пилу може створювати ілюзію нахилу горизонту, і пілот, який орієнтується візуально, а не за приладами, може інстинктивно спробувати вирівняти гелікоптер відносно хибного горизонту, що призведе до аварії.
Струмінь від ротора гелікоптера також призводить до того, що пісок розноситься за межі вікон кабіни, що може викликати у пілота ілюзію векції, коли здається, що гелікоптер розвертає вбік по горизонталі, хоча насправді він знаходиться у горизонтальному зависанні. Це також може призвести до неправильних дій пілота та аварії.
Під час нічних посадок авіаційне освітлення може посилити візуальні ілюзії, підсвічуючи створену браунаутом хмару .
Крім того, вплив піднятих у повітря часток піску на лопаті ротора призводить до помітного стирання — зокрема, подібне широко спостерігалися під час війни в Афганістані (див. «Ефект Коппа-Етчеллса»).

## Досвід Армії США
Під час війни в Перській затоці 1990—1991 років кілька військових гелікоптерів коаліції були втрачені через динамічне перекидання при посадках у запиленому середовищі. За десятиліття між тією війною та операцією «Непохитна свобода», армія США зафіксувала понад 40 випадків аварій через браунаутів на навчаннях, зокрема у Форт-Ірвіні в Каліфорнії та на інших різних місцях.
З 1991 року зареєстровано понад 230 випадків пошкодження гелікоптерів через невдалі злети або посадки в запиленому середовищі. З понад 50 інцидентів з браунаутами, що призвели до пошкодження гелікоптерів під час військових операцій армії у період 2001—2007 років, 80 % сталися під час посадок, решта 20 % — під час злетів.
Для американських військових в Афганістані та Іраку втрата гелікоптерів внаслідок браунаутів була серйозною проблемою, яка коштувала 100 мільйонів доларів США на рік. Армія США стверджує, що у цих регіонах через браунаути відбувалися три чверті всіх аварій гелікоптерів у цих регіонах.
Оскільки аварії через браунаути трапляються близько до землі та на низькій швидкості польоту, смертельних випадків внаслідок них менше, ніж при інших аваріях. Однак у військових в Іраку та Афганістані були і смертельні випадки, і майже всім з них можна було запобігти.

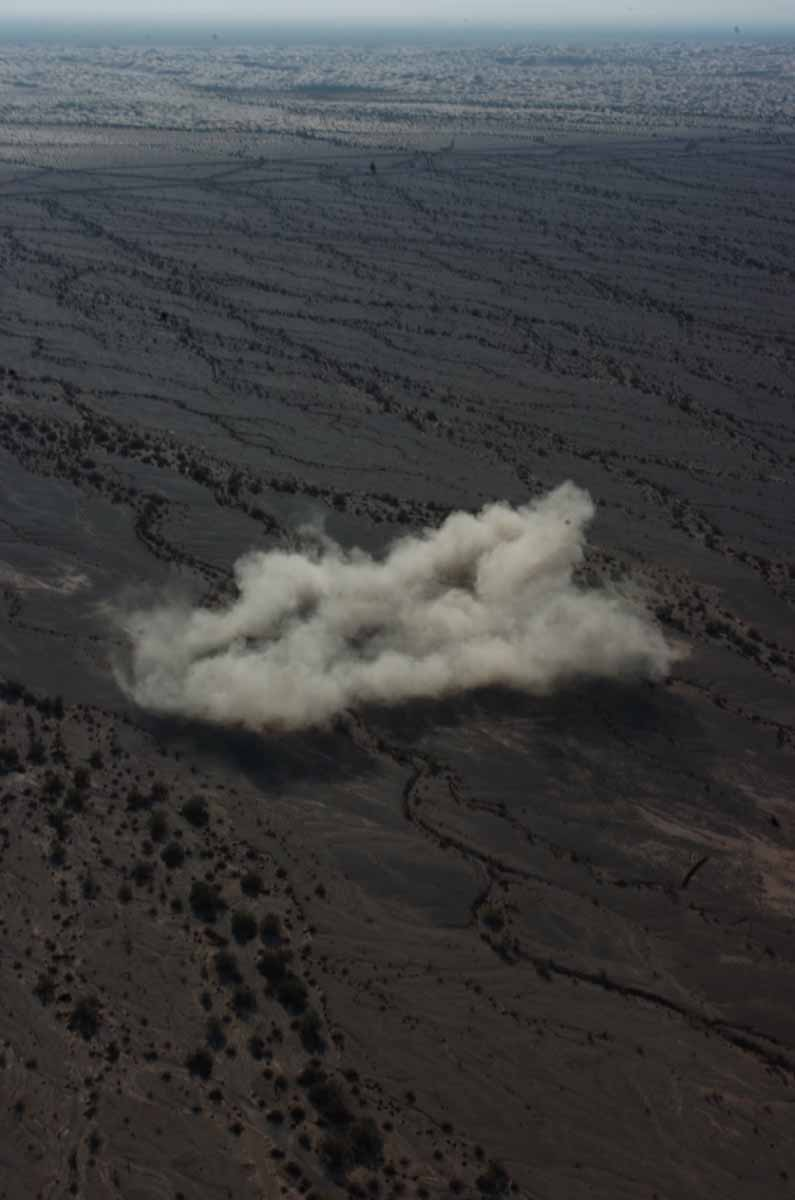
MV-22 Osprey під час навчань підняв таку хмару, що його самого не видно.

Протягом перших трьох тижнів війни в Іраку 2003 року через браунаути було втрачено чотири гелікоптери AH-64D Apache Longbow, тоді як у бойових діях за той самий період — лише один такий гелікоптер. Apache з тандемно розташованими сидіннями вужчий, ніж UH-60 Black Hawk, внаслідок чого більш схильний до перекидання, якщо пілот через браунаут починає втрачати контроль над креном. Втім, вночі інфрачервона система бачення Apache забезпечує покращену видимість, коли пил затьмарює місячне світло, тоді як прилади нічного бачення Blackhawk підсилюють лише доступне видиме світло.
Дуже вразливим до браунаутів показав себе CH-47 Chinook. Станом на 2007 рік в Афганістані були втрачені дев'ять таких гелікоптерів. Щонайменше два з цих інцидентів були спричинені браунаутом, і не виключено, що він зіграв свою роль у кількох інших інцидентах. Згідно з Проєктом з урядового нагляду (Project on Government Oversight, POGO), між 2002 і 2005 роками у 12 з 41 аварії через браунаути в армії США постраждалий гелікоптер був саме цєї моделі. Дані, зібрані POGO з урядових джерел, показують, що Chinook налітав 7 % усіх годин польоту гелікоптерів армії США між 2003 і 2005 роками, але на його частку припадало 30 % усіх аварій, пов'язаних з браунаутами.
Особливе занепокоєння викликають браунаути з конвертопланами V-22 Osprey, що були задіяні для бойових дій в Іраку у вересні 2007 року. Високе навантаження на ротор конвертоплана створює високошвидкісний низхідний потік, який здіймає хмару пилу, коли конвертоплан перебуває на більшій висоті, ніж гелікоптери. Це може створювати проблеми при зависанні під час спуску або евакуації персоналу за допомогою каната. Втім, початковий досвід експлуатації показує, що хоча MV-22 створює більшу хмару пилу, ніж його попередник CH-46, пілоти повідомляють про відновлення видимості поблизу землі, що дозволяє їм використовувати візуальні орієнтири перед самою посадкою.

## Приклади авіаційних інцидентів, пов'язаних з браунаутами

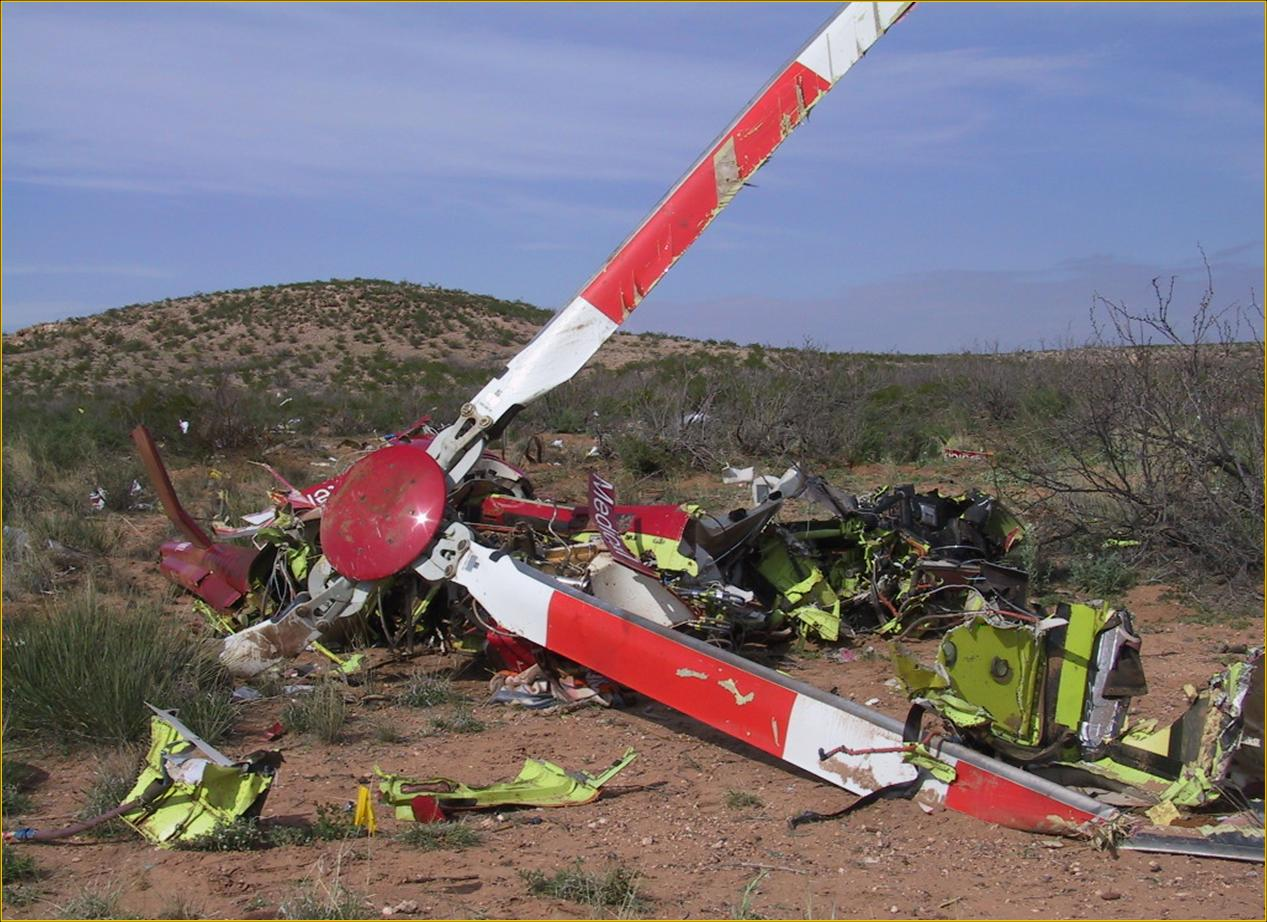
Уламки Bell 407 поблизу Пайота (Техас)

### Цивільні моделі
- 18 серпня 2001, Вінтон, штат Каліфорнія, США. Гелікоптер-медевак Aerospatiale AS355 F1[en] (бортовий номер N53LH) приватного оператора Rocky Mountain Holdings[en] зазнав динамічного перекидання після перерваного злету[en] у віддаленому місці. Ніхто не постраждав, але гелікоптер отримав суттєві пошкодження. Браунаут стався на висоті близько 1 м від землі[19].
- 22 вересня 2001, Чіко, штат Каліфорнія, США. Aerospatiale AS350 BA (бортовий номер N911NT) медичного центру Енлое розбився після зіткнення з деревами під час невдалої посадки на бейсбольному стадіоні. Пілот загинув, одна з бортмедсестер[en] отримала поранення. Свідки події повідомили, що не роздивилися подробиці катастрофи через хмару браунаута[20].
- 21 березня 2004, Пайот, штат Техас, США — медевак Bell 407 (бортовий номер N502MT) корпорації Med-Trans зіткнувся з землею під час маневрування в умовах обмеженої видимості в темну пору доби. Пілот, бортовий фельдшер, пацієнт та його мати загинули, бортмедсестра отримала серйозні травми. Свідки повідомляли, що аварія сталася через браунаут[1].
- 26 червня 2004, Сібек'ю, штат Аризона, США. Медевак AS350 B3 (бортовий номер N5226R) компанії Native American Air Ambulance жорстко приземлився на бейсбольному полі через браунаут. Екіпаж не постраждав, але гелікоптер пошкодив хвостову балку. Це пошкодження не було виявлено під час післяпольотного огляду або наступних передпольотних оглядів, і його помітив авіатехнік лише через 8 днів[21].
- 16 серпня 2005, Доннеллі, штат Айдахо, США. Гелікоптер Hughes 369E (бортовий номер N500FU) приватного оператора Heliflite LLC отримав суттєві пошкодження, коли лопатка головного ротора вдарилася об дерево під час посадки. Ніхто не постраждав. Браунаут неочікувано виник на посадковій поверхні через нещодавні будівельні роботи[22].

### Військові моделі

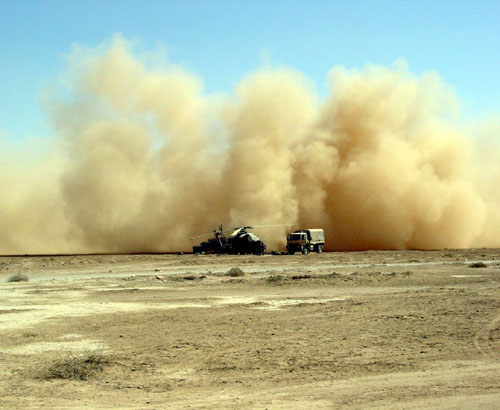
AH-64A Apache з 2-ї ескадрильї 6-го кавалерійського полку залишає величезну хмару пилу після посадки на пустельній злітно-посадковій смузі в центральному Іраку.

- 19 жовтня 2001, Далбандін[en], Пакистан. пошуково-рятувальний гелікоптер MH-60 K Black Hawk оперативної групи 3/75 рейнджерів армії США, заходячи на посадку вночі, спричинив браунаут, внаслідок якого врізався в піщану дюну. Загинули двоє рейнджерів, які перебували на борту як пасажири, ще троє отримали поранення[23][24][25].
- 6 грудня 2001, база передового розгортання Афганістан. Гелікоптер UH-1N 365 вертолітної ескадрильї корпусу морської піхоти США випадково знову торкнувся землі під час злету, відхилився праворуч і перекинувся. Члени екіпажу встигли вискочити з гелікоптера, перш ніж він був знищений пожежею. Інший вертоліт, що знаходився поруч, пошкодило уламками ротора[26].
- 12 серпня 2002, база передового розгортання, операція «Нескорена свобода». Гелікоптеру Sikorsky HH-60 Pave Hawk[en] 347-го рятувального крила Повітряних сил США не вистачило потужності, щоб вибратися з пилової хмари, яка утворилася під час злету від його ж власного ротора. Пілот спробував приземлитися та врізався в піщаний насип. Всі шість людей на борту евакуювалися без серйозних травм[27].
- 13 лютого 2003, поблизу авіабази Алі-аль-Салем[en], Кувейт. Гелікоптер MH-53 M] (серійний номер 10930) 20-ї ескадрильї спеціальних операцій Повітряних сил США отримав значні ушкодження під час нічної посадки в умовах браунаута. Деякі люди на борту були легко поранені. Гелікоптер вдалося відремонтувати[28].
- 23 березня 2003, базовий табір авіації армії США[en], Центральний Ірак. В перший же день перебування підрозділу в цьому таборі гелікоптер AH-64D Apache Longbow 6-го кавалерійського полку армії США зазнав аварії під час злету [13].
- 28 березня 2003, база передового розгортання Shell, Ірак. AH-64 D Apache 101-го авіаційного полку армії США вилітав з бази для виконання бойового завдання з разом приблизно 40 іншими повністю завантаженими гелікоптерами, перекинувся через сильний браунаут приблизно через 4 хвилини після злету першого гелікоптера[29][30].
- 28 березня 2003, Ірак. AH-64 D Apache 101-го авіаційного полку армії США (бортовий номер 97-5032) після повернення до бази Shell з бойового завдання жорстко приземлився[en] в умовах браунаута, перекинувся та отримав серйозні пошкодження (втім, пізніше його вдалося відремонтувати)[29][30].
- 31 березня 2003, Ірак. AH-64 D Apache 103-го авіаційного полку армії США (бортовий номер 99-5104) спричинив браунаут при злеті для супроводу медевака, що призвело до удару по несучому гвинту, перекидання та втрати гелікоптера[29][31].
- 5 квітня 2003, табір Тандер Роуд, Кувейт. Гелікоптер UH-60 Black Hawk 101-го авіаційного полку армії США зіткнувся з підвішеним під нього вантажем під час спроби підняти його в умовах браунауту. Гелікоптер згорів, але троє менш постраждалих членів екіпажу встигли витягти двох тяжко травмованих пілотів з палаючих уламків.
- 26 квітня 2004, місце не вказано. CH-46E вертолітної ескадрильї 266 корпусу морської піхоти США жорстко приземлився під час браунауту. Гелікоптер зачепив землю лопатями, але все ж устояв у вертикальному положенні[32].
- 27 липня 2005, Спін-Болдак[en], Афганістан. CH-47D Chinook 298-ї ескадрильї Королівських повітряних сил Нідерландів (бортовий номер D-105) здійснив жорстку посадку через браунаут, коли екіпаж намагався доставити війська на кордон між Афганістаном і Пакистаном. Ніхто не постраждав, але гелікоптер згорів[33][34].